# Projet de Constitution du 29 juin 1815

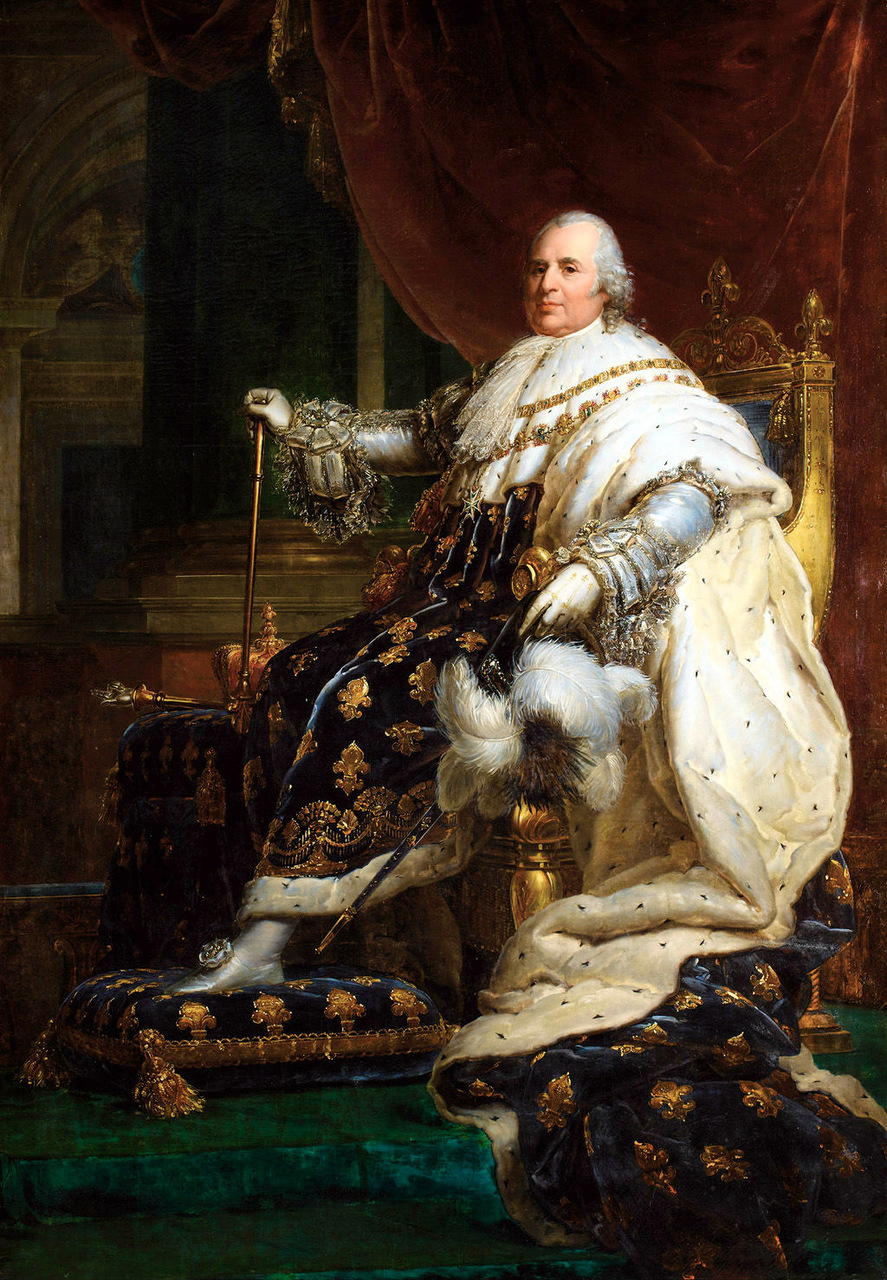
Le roi Louis restaurateur de la monarchie en France.

Le projet de constitution du 29 juin 1815 est un texte constitutionnel français proposé par la Chambre des représentants élue durant les Cent-Jours. Ce projet fut préparé par une commission, désignée par la Chambre le 23 juin 1815, au lendemain de l'abdication de Napoléon Ier, et déposé le 29 juin 1815 à cette même assemblée.

## Contexte
Le 18 juin 1815, l'armée française est défaite lors de la bataille de Waterloo. Le 22 juin, Napoléon Ier abdique en faveur de son fils, Napoléon II. Mais la restauration de Louis XVIII semble inévitable.

## Élaboration
Le 13 juin, André Dupin propose la création d'une commission.
Le 20 juin, la Chambre des représentants adopte la création d'une commission centrale de neuf membres.
Le 23 juin, la Chambre des représentants, chambre basse, nomme une commission chargée d'élaborer un projet d'acte constitutionnel.
Le 29 juin, le président de la Chambre en donne lecture.

## Contenu
Longue, avec ses cent vingt-trois articles, cette constitution organisait une monarchie parlementaire, dont les mécanismes rejoignaient ceux du projet de constitution sénatoriale du 6 avril 1814 et de la charte de 1814 — montrant là une véritable convergence de la pensée politique de l'époque vers une « monarchie limitée ».
Le projet de la Chambre des représentants reprenait ainsi le bicaméralisme de la Première Restauration, tout comme le droit de dissoudre la chambre basse que le monarque détenait. Il va également plus loin, en attribuant l'initiative législative aux chambres et au roi — là où la charte ne le donne qu'au roi —, et en prévoyant un début de responsabilité politique des ministres :

« Les ministres sont responsables de tous les actes du gouvernement. À cet effet, chacun de ces actes, signé du monarque, est contresigné par le ministre du département auquel il est relatif. »

— Article 29 du projet de constitution du 29 juin 1815.
Dans le vague de cette formulation, on pourrait voir, en creux, une responsabilité politique se dessiner, bien que le seul mécanisme d'engagement de la responsabilité envisagée par le projet soit d'ordre pénal (article 31).